# Omastiná (powiat Bánovce nad Bebravou)
Omastiná – wieś (obec) w powiecie Bánovce nad Bebravou, w kraju trenczyńskim na Słowacji. Znajduje się w regionie Górna Nitra w północno-zachodniej części Słowacji.

## Położenie
Wieś leży w Górach Strażowskich, w wąskiej dolinie potoku Omastiná, który jest lewobrzeżnym dopływem Radišy, w odległości 16 km (drogą) na północny wschód od stolicy powiatu, Bánoviec nad Bebravou. Tereny wsi sięgają na wschodzie po główny grzbiet Nitrickich Wierchów na odcinku Velká Homoľa – Sedlo Rázdelie – Rokoš.

## Historia
Tereny obecnej wsi były zamieszkane przez człowieka już kilka tysięcy lat temu. W jaskini Vlčia diera, położonej wysoko na zboczu w północnej części miejscowości, stwierdzono ślady osadnictwa z młodszego neolitu. Znaleziono tu też dowody na istnienie osadnictwa z epoki brązu, a także z epoki żelaza, zaliczane do kultur halsztackiej i lateńskiej. W X-XII w. funkcjonowała tu również osada słowiańska, przy której istniało cmentarzysko.
Pierwsza wzmianka o wsi pochodzi z 1389 r. Należała ona wówczas do feudalnego „państwa” z siedzibą na położonym w sąsiedniej dolinie zamku Uhrovec. Mieszkańcy przez długi czas wykonywali głównie prace na rzecz zamku. Po jego upadku zajęli się hodowlą, pracą w lesie, a zwłaszcza uprawą drzew owocowych i produkcją suszonych owoców. W XIX w. funkcjonowały we wsi 3 piece do wypalania wapna.
W czasie II wojny światowej w okolicy aktywne były grupy partyzanckie, zwłaszcza oddział Jan Žižka, w którym walczyli również mieszkańcy wsi. Wielu z nich wstąpiło do oddziałów powstańczych po wybuchu słowackiego powstania narodowego, za co hitlerowcy 11 listopada 1944 r. spalili część wsi, 42 mieszkańców wywieźli do Ilavy, a dalszych 28 do Bánovec nad Bebravou. 13 jej mieszkańców rozstrzelali - ich ciała znaleziono w masowym grobie na tzw. Cibislavke koło Bánovec (pomnik w centrum wioski).
Obecnie maleńka wioska, w której liczba stałych mieszkańców nie przekracza 50. Przeważają osoby starsze, nieliczni pracują w zakładach Banoviec nad Bebravou, z którą wieś połączona jest regularną komunikacją autobusową. Wiele starych domostw ratowanych jest przed całkowitą rozsypką dzięki ich przebudowie i adaptacji na domy letniskowe.

## Zabytki
W centrum wsi dzwonnica w stylu ludowego baroku z dzwonem z 1742 Wśród zabudowy wsi wyróżniają się stare domy i zabudowania gospodarcze z charakterystycznymi "stryszkami" na piętrze, dostępnymi drewnianymi schodami z zewnątrz, służące dawniej do przechowywania zapasów żywności i suszenia owoców.